# Metafilm
Metafilm betecknar i första hand en film om en film eller om filmproduktion. I bredare mening räknas i begreppet metafilm också in filmer som inte döljer att de är filmer, exempelvis genom att skådespelare tittar in i kameran eller vänder sig till publiken med kommentarer, i en form av metakommunikation. Metafilm har en likhet med andra former av metafiktion

## Metafilmer (i urval)
- 8½ (1963)
- Föraktet (1963)
- Tokstollen (1965)
- Forgotten Silver (1995)
- Shadow of the Vampire (2000)
- Ararat (2002)
- Lost In La Mancha (2002)
- Adaptation (2002)
- Synecdoche, New York (2008)